# Change (キム・ヒョナの曲)
「Change」（チェンジ）は、キム・ヒョナの1枚目のシングル。2010年1月4日にCUBEエンターテインメントから配信された。

## 概要
4minuteのメンバーキム・ヒョナのソロデビューシングル。ラップパートには同じ所属事務所のヨン・ジュンヒョン(BEAST)が参加している。2011年3月9日に発売された4minuteのシングルWHY通常版にも同曲を収録している。

## 収録曲
1. Change 3分29秒
作詞 作曲 S.tiger